# Franz Ackermann (Maler)
Franz Ackermann (* 1963 in Neumarkt-Sankt Veit) ist ein deutscher Maler.

## Leben
Von 1984 bis 1988 studierte er an der Akademie der Bildenden Künste in München, anschließend von 1989 bis 1991 an der Hochschule für Bildende Kunst in Hamburg bei Bernhard Blume. 1991 erhielt er ein Stipendium des Deutschen Akademischen Austauschdienstes (DAAD) für Hongkong. Seit 2001 ist er Professor für Malerei an der Kunstakademie Karlsruhe. 2002 nahm er mit großformatigen Arbeiten an der 25. Biennale von São Paulo teil.
2004 wurde Ackermann für den Hugo Boss Prize nominiert. 2005 erhielt er den „mfi Preis Kunst am Bau 2005“ für seine Wandgestaltung mit dem Titel Die große Reise im Münchner U-Bahnhof Georg-Brauchle-Ring.

## Werke
Die Serie Mental Maps umfasst kleinformatige Aquarell- oder Gouache-Skizzen. Die ersten Mental Maps entstanden auf einem chinesischen Block der Größe 13 × 17 cm in Hongkong. Auf diese Größe greift Ackermann auch heute noch gerne zurück. Die Papiere zeigen annähernd realistische Architekturansichten, biomorphe Ornamentik, kartografische Momente (z. B. angedeutete Straßenzüge) vermischt mit abstrakten, grellen und gebrochenen Farbflächen und geometrischen Konstruktionen.
2012 war Ackermann zwei Monate in Buenos Aires in Argentinien. Das Ergebnis waren 25 großformatige Holzpaneele mit seinen Karten, die im November des Jahres in einem Anbau des Faena Arts Center im Stadtviertel Puerto Madero von Buenos Aires gezeigt wurden. 2013 gestaltete er am Baumgarten-Bau, dem Dienstsitz des Bundesverfassungsgerichts in Karlsruhe, mehrere Innenwandsegmente in den Fluren und Zimmern des Richtergebäudes.
Seine Werke befinden sich schon in der Sammlung: Museum of Modern Art, in New York.

## Ausstellungen
- 2010: Kunstmuseum Bonn.
- 2012: Faena Arts Center, Puerto Madero, Buenos Aires, Argentinien.[5]